# Шиповатые веслоноги
Шиповатые веслоноги (лат. Nyctixalus) — род бесхвостых земноводных из семейства веслоногих лягушек. Является сестринской группой по отношению к роду Theloderma.

## Описание
Размер представителей рода колеблется от 2,5 до 4,5 см. Наблюдается половой диморфизм: самки крупнее самцов. Голова несколько вытянутая, небольшая. Глаза с горизонтальным зрачком. Тело небольшое, у некоторых представителей — уплощённое. Кожа имеет многочисленные бугорки или шипы (у разных видов они расположены по-своему), откуда и происходит название рода. Конечности тонкие и длинные, без плавательных перепонок, но с присосками. Пальцы растопырены в стороны. Окраска бурая, светло-коричневая, красная или оранжевая. На спине могут присутствовать светлые пятна или полосы. Горловой мешок у самцов отсутствует.

## Образ жизни
Обитают в тропических и субтропических лесах, равнинах с обильной растительностью. Встречаются на высотах до 1600 м над уровнем моря. Активны в сумерках. Питаются мелкими беспозвоночными.

## Распространение
Ареал рода охватывает равнинные и горные тропические леса островов Минданао, Лейте, Бохол и Басилан, Таиланд (Яла) и Филиппины (Палаван), остров Калимантан — Сабах и Саравак (Малайзия), Бруней и северную часть Индонезии и северной Суматры. Возможно, Вьетнам.

## Классификация
На октябрь 2018 года в род включают 3 вида:
- Nyctixalus margaritifer Boulenger, 1882
- Nyctixalus pictus (Peters, 1871) — Шоколадно-белый веслоног
- Nyctixalus spinosus (Taylor, 1920) — Шиповатый веслоног